# Irish Cup 1883-84
Irish Cup 1883–84 var den fjerde udgave af Irish Cup, og turneringen blev vundet af Distillery FC, som dermed vandt turneringen for første gang.
Finalen blev spillet den 19. april 1884 på Ulster Ground i Ballynafeigh, Belfast og var et lokalopgør mellem to Belfast-klubber. Den blev vundet af Distillery FC, som besejrede Wellington Park FC med 5-0. Begge holdene var i finalen for første gang. Distillery FC havde vundet sin semifinale mod de forsvarende mestre Ulster FC med 3-0, mens Wellington Park FC havde besejret Moyola Park FC med 4-2.

## Udvalgte resultater

### Semifinaler
| Dato | Kamp                                | Res. |
| ---- | ----------------------------------- | ---- |
|      | Distillery FC – Ulster FC           | 3–0  |
|      | Wellington Park FC – Moyola Park FC | 4–2  |

### Finale
| Dato  | Kamp                               | Res. | Spillested                           |
| ----- | ---------------------------------- | ---- | ------------------------------------ |
| 19.4. | Distillery FC – Wellington Park FC | 5–0  | Ulster Ground, Ballynafeigh, Belfast |